# Премия XBIZ трансгендерному исполнителю года
Премия XBIZ трансгендерному исполнителю года (англ. XBIZ Award for Trans Performer of the Year), ранее — премия XBIZ транссексуальному исполнителю года (англ. XBIZ Award for Transsexual Performer of the Year), — ежегодная награда, вручаемая компанией XBIZ, лучшему трансгендерному исполнителю. По состоянию на 2019 год, последним лауреатом является Шанель Сантини.

## Лауреаты и номинанты
| Победитель            | Номинанты             | |
| VIII церемония — 2010 | VIII церемония — 2010 | VIII церемония — 2010 |
| --------------------- | --------------------- | --- |
|                       | Венди Уильямс         | - Аллана Старр - Бак Энджел - Даниэль Фокс - Джиа Дарлинг - Хейзел Такер - Джоанна Джет - Кимбер Джеймс - Sexy Jade - Ваниити                                                                               |
| IX церемония — 2011   |                       | |
|                       | Миа Изабелла          | - Morgan Bailey - Джесси Флорес - Кимбер Джеймс - Бэйли Джей - Джоанна Джет - Ana Paula Samadat - Хейзел Такер - Ваниити - Венди Уильямс                                                                    |
| X церемония — 2012    |                       | |
|                       | Джесси Флорес         | - Бэйли Джей - Домино Пресли - Фокси - Джоанна Джет - Juliette Stray - Kelly Pierce - Lexi Wade - Миа Изабелла - Венди Уильямс                                                                              |
| XI церемония — 2013   |                       | |
|                       | Эва Лин               | - Morgan Bailey - Jonelle Brooks - Бруна Баттерфляй - Эми Дейли - Danni Daniels - Danika Dreams - Honey Foxx - Фокси - Jordan Jay - Винус Лакс - Джейн Мари - Мэнди Митчелл - Тиффани Старр - Венди Уильямс |
| XII церемония — 2014  |                       | |
|                       | Винус Лакс (1)        | - Chanel Couture - Natassia Dreams - Джесси Флорес - Jessica Foxx - Фокси - Khloe Hart - Обри Кейт - Джоанна Джет - Эва Лин - Kelli Lox - Tyra Scott - Тиффани Старр - Wendy Summers - Венди Уильямс        |
| XIII церемония — 2015 |                       | |
|                       | Винус Лакс (2)        | - Juli Berdu - Джесси Дубай - Фокси - Khloe Hart - Сиенна Грейс - Обри Кейт - Эва Лин - Ваниити - Alex Victor                                                                                               |
| XIV церемония — 2016  |                       | |
|                       | Джесси Дубай          | - Jonelle Brooks - Сиенна Грейс - Khloe Hart - Обри Кейт - Винус Лакс - Miran - Обри Кейт - Carla Novaes - Chelsea Poe - Кендра Синклер                                                                     |
| XV церемония — 2017   |                       | |
|                       | Обри Кейт             | - Jonelle Brooks - Джесси Дубай - Нина Лоулесс - Kelli Lox - Винус Лакс - Кайли Мария - Челси Мари - Eva Paradis - Домино Пресли                                                                            |
| XVI церемония — 2018  |                       | |
|                       | Шанель Сантини        | - Аннабелл Лейн - Обри Кейт - Casey Kisses - Honey Foxxx - Джессика Фокс - Mia Maffia - Натали Марс - Tori Mayes - Винус Лакс                                                                               |
| XVII церемония — 2019 |                       | |
|                       | Шанель Сантини (2)    | - Kayleigh Coxx - Korra Del Rio - Janelle Fennec - Фокси - Kimber Haven - Обри Кейт - Khloe Kay - Lena Kelly - Casey Kisses - Винус Лакс - Натали Марс - Valentina Mia - Ryder Monroe - Домино Пресли       |